# Mistrzostwa Europy w Wioślarstwie 2007 – jedynka mężczyzn
Jedynka mężczyzn (M1x) – konkurencja rozgrywana podczas Mistrzostw Europy w Wioślarstwie 2007 w Poznaniu między 21 a 23 września.

## Terminarz
| Data             |               |
| ---------------- | ------------- |
| 21 września 2007 | Eliminacje    |
| 21 września 2007 | Repasaże      |
| 22 września 2007 | Półfinały A/B |
| 22 września 2007 | Finał C       |
| 23 września 2007 | Finał B       |
| 23 września 2007 | Finał A       |

## Wyniki

### Eliminacje
Trójka najlepszych wioślarzy z każdego biegu awansowała do półfinału. Pozostali zawodnicy automatycznie zostali zakwalifikowani do repasaży.

#### Bieg 1
| Pozycja | Zawodnik               | Kraj     | Czas    | Uwagi |
| ------- | ---------------------- | -------- | ------- | ----- |
| 1.      | Aleksandyr Aleksandrow | Bułgaria | 7:20,68 | Q     |
| 2.      | Daniel Blin            | Francja  | 7:24,39 | Q     |
| 3.      | Mathias Raymond        | Monako   | 7:27,54 | Q     |
| 4.      | Igor Krawcow           | Rosja    | 7:38,49 |       |
| 5.      | Micheil Edżoszwili     | Gruzja   | 7:42,66 |       |

#### Bieg 2
| Pozycja | Zawodnik             | Kraj     | Czas    | Uwagi |
| ------- | -------------------- | -------- | ------- | ----- |
| 1.      | Mindaugas Griškonis  | Litwa    | 7:11,40 | Q     |
| 2.      | Daniel Makowski      | Niemcy   | 7:16,58 | Q     |
| 3.      | Arnold Sobczak       | Polska   | 7:18,20 | Q     |
| 4.      | Robin Van Keeken     | Holandia | 7:22,45 |       |
| 5.      | Kirył Lemiaszkiewicz | Białoruś | 7:27,18 |       |

#### Bieg 3
| Pozycja | Zawodnik          | Kraj    | Czas    | Uwagi |
| ------- | ----------------- | ------- | ------- | ----- |
| 1.      | Ralph Kreibich    | Austria | 7:11,93 | Q     |
| 2.      | Dmytro Prokopenko | Ukraina | 7:15,53 | Q     |
| 3.      | Bart Poelvoorde   | Belgia  | 7:17,71 | Q     |
| 4.      | Luca Agamennoni   | Włochy  | 7:19,83 |       |

### Repasaże
Trzech najlepszych zawodników z repasażu awansowało do półfinałów. Pozostali wioślarze automatycznie zostali zakwalifikowani do finału C.
| Pozycja | Zawodnik             | Kraj     | Czas    | Uwagi |
| ------- | -------------------- | -------- | ------- | ----- |
| 1.      | Robin Van Keeken     | Holandia | 7:22,07 | Q     |
| 2.      | Kirył Lemiaszkiewicz | Białoruś | 7:24,33 | Q     |
| 3.      | Luca Agamennoni      | Włochy   | 7:26,81 | Q     |
| 4.      | Igor Krawcow         | Rosja    | 7:37,85 |       |
| 5.      | Micheil Edżoszwili   | Gruzja   | 7:46,69 |       |

### Półfinały
Trzech pierwszych wioślarzy awansowało do głównego finału, pozostali zawodnicy wzięli udział w finale B.

#### Półfinał 1
| Pozycja | Zawodnik               | Kraj     | Czas    | Uwagi |
| ------- | ---------------------- | -------- | ------- | ----- |
| 1.      | Mindaugas Griškonis    | Litwa    | 7:07,74 | Q     |
| 2.      | Arnold Sobczak         | Polska   | 7:09,49 | Q     |
| 3.      | Aleksandyr Aleksandrow | Bułgaria | 7:09,61 | Q     |
| 4.      | Dmytro Prokopenko      | Ukraina  | 7:13,65 |       |
| 5.      | Luca Agamennoni        | Włochy   | 7:17,90 |       |
| 6.      | Mathias Raymond        | Monako   | 7:46,43 |       |

#### Półfinał 2
| Pozycja | Zawodnik             | Kraj     | Czas    | Uwagi |
| ------- | -------------------- | -------- | ------- | ----- |
| 1.      | Ralph Kreibich       | Austria  | 7:11,85 | Q     |
| 2.      | Daniel Makowski      | Niemcy   | 7:13,28 | Q     |
| 3.      | Bart Poelvoorde      | Belgia   | 7:14,90 | Q     |
| 4.      | Robin Van Keeken     | Holandia | 7:15,21 |       |
| 5.      | Daniel Blin          | Francja  | 7:26,11 |       |
| 6.      | Kirył Lemiaszkiewicz | Białoruś | 7:28,60 |       |

### Finały

#### Finał C
| Pozycja | Zawodnik           | Kraj   | Czas    |
| ------- | ------------------ | ------ | ------- |
| 1.      | Igor Krawcow       | Rosja  | 7:35,33 |
| 2.      | Micheil Edżoszwili | Gruzja | 7:45,32 |

#### Finał B
| Pozycja | Zawodnik             | Kraj     | Czas    |
| ------- | -------------------- | -------- | ------- |
| 1.      | Dmytro Prokopenko    | Ukraina  | 7:18,77 |
| 2.      | Robin Van Keeken     | Holandia | 7:21,68 |
| 3.      | Mathias Raymond      | Monako   | 7:22,16 |
| 4.      | Kirył Lemiaszkiewicz | Białoruś | 7:25,74 |
| 5.      | Luca Agamennoni      | Włochy   | 7:26,16 |
| 6.      | Daniel Blin          | Francja  | 7:27,31 |

#### Finał A
| Pozycja | Zawodnik               | Kraj     | Czas    | Uwagi  |
| ------- | ---------------------- | -------- | ------- | ------ |
| 1.      | Ralph Kreibich         | Austria  | 7:08,35 | złoto  |
| 2.      | Mindaugas Griškonis    | Litwa    | 7:09,68 | srebro |
| 3.      | Aleksandyr Aleksandrow | Bułgaria | 7:10,94 | brąz   |
| 4.      | Arnold Sobczak         | Polska   | 7:17,22 |        |
| 5.      | Daniel Makowski        | Niemcy   | 7:19,59 |        |
| 6.      | Bart Poelvoorde        | Belgia   | 7:34,17 |        |